# Grčka književnost
Grčka književnost obuhvaća dugo vremensko razdoblje od starogrčke književnosti, čiji se počeci datiraju u početak 8. stoljeća pr. Kr., sve do današnje moderne grčke književnosti.
Starogrčka književnost pisana je na starogrčkom jeziku i traje od najstarijih sačuvanih pisanih djela do 5. stoljeća. Ovo se vremensko razdoblje dijeli na: pretklasično, klasično, helenističko i rimsko razdoblje. Pretklasična grčka književnost prvenstveno se bavila mitovima i uključuje Homerova djela Ilijadu i Odiseju. U klasičnom razdoblju razvijaju se starogrčka tragedija, komedija i historiografija. Tri su filozofa posebno istaknuta: Sokrat, Platon i Aristotel. Tijekom rimskog doba značajni su doprinosi u različitim temama, uključujući povijest, filozofiju i znanosti.
Bizantska književnost, književnost Bizantskog carstva, traje do pada Carigrada 1453. godine, a napisana je na aticizirajućem, srednjovjekovnom i ranom novovjekovnom grčkom jeziku. U tom razdoblju nastaju kronike, koje se po svojem stilu, namjeni i jeziku zanačajno razlikuju od historiografskih djela. U ovom je razdoblju procvjetao i rad na enciklopedijama, od kojih i danas veliki značaj ima Suida.
Novogrčka književnost pisana je današnjim novogrčkim jezikom. U tom je razdoblju moderni oblik grčkog jezika postao češće mjesto pisanja. U ovom je razdoblju došlo do preporoda grčkih i rimskih studija te razvoja renesansnog humanizma i znanosti. Kretska renesansna pjesma Erotokritos jedno je od najznačajnijih djela iz ovog vremenskog razdoblja. Riječ je o romanu sa stihovima koji je oko 1600. napisao Vitsentzos Kornaros (1553. – 1613). Moderna grčka književnost značajno je pod utjecajem Diafotismosa, pokreta koji je ideje europskog prosvjetiteljstva preveo u grčki svijet. Adamantios Korais i Riga od Fere dvije su najznačajnije figure.
Danas moderna grčka književnost sudjeluje u globalnoj književnoj zajednici. Grčki autori Giorgos Seferis i Odiseas Elitis dobili su Nobelovu nagradu za književnost.